# Campionati mondiali master di orientamento 2005
Manifestazione svolta dal 22 al 31 luglio 2005 in  Canada a Edmonton.

## Categorie maschili
| Categoria | oro                   | argento           | bronzo               |
| --------- | --------------------- | ----------------- | -------------------- |
| M35       | Esko Ylikangas        | Janne Salmi       | Il`ya Gusev          |
| M40       | Alexander Afonyushkin | Petri Laaksonen   | Helge Lang Pedersen  |
| M45       | Ted de St. Croix      | Jörgen Mårtensson | Warren Key           |
| M50       | Svein S. Jacobsen     | Vincent Joyce     | Henrikas Ulevichius  |
| M55       | Matti Railimo         | Ilmars Limbens    | Vyacheslav Gorelov   |
| M60       | Juhani Jokinen        | Juhani Mäkinen    | Pertti Ahtiainen     |
| M65       | Erik Engebraaten      | Göran Karlsson    | Olavi Erkkilä        |
| M70       | Kjell Persson         | August Grueniger  | Allan Haglund        |
| M75       | Pentti Pelkonen       | Ilkka Makkonen    | Aarne Puurtinen      |
| M80       | Rune Isaksson         | Martin Dreng      | Karl-Erik Pettersson |
| M85       | Rene Piguet           | George Bramhall   |                      |

## Categorie femminili
| Categoria | oro                | argento               | bronzo                              |
| --------- | ------------------ | --------------------- | ----------------------------------- |
| W35       | Cornelia Eckardt   | Katri Haataja         | Karen Staudte                       |
| W40       | Berezina Svetlana  | Pavlina Brautigam     | Carina Sundbüe                      |
| W45       | Jane Johansson     | Jane Rowlands         | Soes Munch Hansen                   |
| W50       | Alida Abola        | Janet Rosen           | Natalia Babeti                      |
| W55       | Kylliki Kauppinen  | Inger Glans           | Katariina Peltola                   |
| W60       | Vershinina Galina  | Lena Leandersson      | Katharina Mo Berge Hillevi Syväterä |
| W65       | Eivor Steen-Olsson | Astrid Vigenstad      | Solveig Dillman                     |
| W70       | Aune Jalava        | Rannveig Sommerhein   | Karin Widerberg                     |
| W75       | Alice Stålfors     | Patricia de St. Croix | Ritva Saarikoski                    |
| W80       | Elvy Fredin        | Jennecke Erichsen     | Elizabeth Bramhall                  |

## Medagliere
|    | Stato       | oro | argento | bronzo | Totale |
| -- | ----------- | --- | ------- | ------ | ------ |
| 1  | Finlandia   | 6   | 5       | 6      | 17     |
| 2  | Svezia      | 6   | 3       | 5      | 14     |
| 3  | Russia      | 3   | -       | 2      | 5      |
| 4  | Norvegia    | 2   | 5       | 1      | 8      |
| 5  | Canada      | 1   | 2       | -      | 3      |
| 6  | Lettonia    | 1   | 1       | -      | 2      |
| 7  | Svizzera    | 1   | 1       | -      | 2      |
| 8  | Germania    | 1   | -       | -      | 1      |
| 9  | Stati Uniti | -   | 2       | 2      | 4      |
| 10 | Regno Unito | -   | 2       | -      | 2      |
| 11 | Australia   | -   | -       | 2      | 2      |
| 11 | Danimarca   | -   | -       | 2      | 2      |
| 13 | Lituania    | -   | -       | 1      | 1      |